# Lodkeo Inthakoumman
Lodkeo Inthakoumman (* 5. September 1995) ist eine laotische Leichtathletin, die im Mittel- und Langstreckenlauf sowie im Hindernislauf an den Start geht.

## Sportliche Laufbahn
Erste internationale Erfahrungen sammelte Lodkeo Inthakoumman im Jahr 2013, als sie bei den Asienmeisterschaften in Pune in 2:29,96 min den neunten Platz im 800-Meter-Lauf belegte. Anschließend nahm sie erstmals an den Südostasienspielen in Naypyidaw teil und gewann dort mit neuem Landesrekord von 37:41,96 min die Bronzemedaille im 10.000-Meter-Lauf hinter der Indonesierin Triyaningsih und Phyu War Thet aus Myanmar. Zudem belegte sie über 5000 Meter in 17:45,55 min den vierten Platz. Im Jahr darauf trat sie bei den Asienspielen in Incheon im 5000-Meter-Lauf an und erreichte in 18:24,77 min Rang 16. 2015 wurde sie dann bei den Südostasienspielen in Singapur in 4:39,61 min Fünfte im 1500-Meter-Lauf und belegte über 5000 Meter in 17:58,61 min Rang sieben. Bei den Südostasienspielen 2017 in Kuala Lumpur gewann sie in 4:37,24 min die Bronzemedaille über 1500 Meter hinter den Vietnamesinnen Nguyễn Thị Oanh und Vũ Thị Ly und wurde über 5000 Meter in 18:07,33 min Sechste.
Im März 2018 siegte sie beim Vientiane-Halbmarathon in 1:21:12 h und nahm im August erneut an den Asienspielen in Jakarta teil, bei denen sie über 1500 Meter in 4:40,26 min auf Rang 15 einlief und im 800-Meter-Lauf mit 2:16,09 min im Vorlauf ausschied. Im Jahr darauf belegte sie bei den Südostasienspielen in Capas in 4:41,81 min den sechsten Platz über 1500 Meter, wie auch in 11:54,93 min im Hindernislauf. 2022 belegte sie bei den Südostasienspielen in Hanoi mit neuem Landesrekord von 4:33,95 min die Bronzemedaille über 1500 Meter hinter der Vietnamesin Nguyễn Thị Oanh und Goh Chui Ling aus Singapur und gelangte über 5000 Meter mit 17:52,88 min ebenfalls auf Rang vier. Im Jahr darauf belegte sie bei den Südostasienspielen in Phnom Penh in 4:35,16 min bzw. in 17:36,05 min jeweils den fünften Platz über 1500 und 5000 Meter und wurde über 10.000 Meter in 37:29,58 min Sechste. Anschließend gelangte sie bei den Asienmeisterschaften in Bangkok mit 4:39,74 min auf den zehnten Platz über 1500 Meter. Im Oktober wurde sie bei den Asienspielen in Hangzhou in 4:40,34 min 16.
2021 wurde Lodkeo Inthakoumman laotische Meisterin im 1500- und 5000-Meter-Lauf.

## Persönliche Bestleistungen
- 800 Meter: 2:13,16 min, 17. Januar 2019 in Ubon Ratchathani (laotischer Rekord)
- 1500 Meter: 4:33,95 min, 14. Mai 2022 in Hanoi (laotischer Rekord)
- 5000 Meter: 17:36,05 min, 8. Mai 2023 in Phnom Penh (laotischer Rekord)
- 10.000 Meter: 37:24,85 min, 27. April 2023 in Singapur (laotischer Rekord)
- 3000 Meter Hindernis: 11:54,93 min, 10. Dezember 2019 in Capas (laotischer Rekord)